# Delta Trianguli
Delta Trianguli (δ Trianguli / δ Tri / 8 Trianguli) es una estrella de la constelación de Triangulum de magnitud aparente +4,84. Es una binaria espectroscópica que se encuentra relativamente próxima a la Tierra, a 35 años luz de distancia. Forma parte de la asociación estelar de Zeta Herculis.
La estrella principal del par, Delta Trianguli A, es una enana amarilla de tipo espectral G0.5V y 5900 K de temperatura. Brilla con una luminosidad entre 0,8 y 1,1 veces la que tiene el Sol y su radio está comprendido entre 0,86 y 0,98 radios solares —los números difieren según autores—. Su masa es igual, o ligeramente superior, a la del Sol.
Dada la proximidad entre las dos componentes del sistema, el tipo espectral de Delta Trianguli B no es bien conocido. Menos luminosa que el Sol, su tipo espectral parece estar comprendido entre K4 y G9, con una luminosidad en torno a un tercio de la luminosidad solar.
Aunque el sistema no puede ser resuelto visualmente, la órbita ha sido calculada a partir de observaciones de interferometría.
La separación entre las dos estrellas es de únicamente 0,106 UA, menos de un tercio de la distancia existente entre Mercurio y el Sol. Completan la órbita, prácticamente circular, en 10,02 días.
La estrella que se encuentra más próxima al sistema estelar Delta Trianguli es GJ 3147, enana roja a 1,8 años luz.